# Osiemnaście elementów istnienia
Osiemnaście elementów istnienia – jedna z teorii wczesnej buddyjskiej psychologii. Termin sanskrycki to aṣṭādaśadhātavah – czyli dosłownie osiemnaście krain.
Określenie to wiąże w jedną całość zmysły, przedmioty zmysłów i świadomości zmysłów. Sześć zmysłów to indrija (skt. indriya) czyli sześć korzeni. Sześć świadomości zmysłów to widźniana (skt. vijñāna). Sześć przedmiotów zmysłów to guna lub wiśaja (skt. viśaya) czyli sześć kurzy.
Z tych sześciu organów zmysłów, pięć jest zewnętrznych (oczy, uszy, nos, język i ciało) i jeden, czyli umysł (skt manas), jest wewnętrzny. Są one konfrontowane z danymi zmysłowymi (barwo-kształt, dźwięk itd.). Zejście się razem dwóch odpowiednich elementów wywołuje rezultat widzenia i inne rodzaje poznania. Oko widzi kolor i kształt, ucho słyszy dźwięk itd.
Funkcję organów zmysłowych można uważać za czynnik aktywny, przez który rzeczy, zjawiska itd. są postrzegane.
Poniższa tabelka przedstawia 12 ajatan, czyli grupę 6 organów zmysłów (indriya) i 6 ich przedmiotów (guna) oraz 6 świadomości zmysłów (vijñāna). 
| organ zmysłów | przedmiot zmysłów       | świadomość zmysłów   |
| oczy          | widzenie                | świadomość widzenia  |
| uszy          | dźwięki                 | świadomość słyszenia |
| nos           | zapachy                 | świadomość węchu     |
| język         | smaki                   | świadomość smaku     |
| ciało         | dotyk                   | świadomość dotyku    |
| umysł         | koordynacja danych itd. | świadomość umysłu    |

skt aṣṭādaśadhātavah; 
Pięć narządów zmysłów (bez umysłu) - skt pañcāindriya; chiń. wugen (五根), wuzhigen; kor. ogŭn, ojigŭn (오근); jap. gokon, gojikon; wiet. ngu căn, ngu tri căn 
Szósty zmysł zw. z umysłem - skt. manoindriya; yigen; kor. ŭigŭn; jap. ikon; wiet. i căn
Świadomość umysłu - skt manovijñāna; chiń. yishi; kor. ŭisik; jap. ishiki; wiet. i thu'c
Przedmioty zmysłów - skt guna; chiń. chen (塵); kor. chin (진); jap. jin; wiet. trân
Przedmioty zmysłów - skt guna; chiń. yuchen; yokjin; jap. yokujin; wiet. duc trân
Przedmioty zmysłów - skt guna; chiń. qiuna; kor. kuna; jap. guna; wiet. câu na
Wewnętrzne guna (zw. z umysłem) - chiń. neichen; kor. naejin; jap. neijin; wiet. ne trân